# チャールズ・コンプトン (第7代ノーサンプトン伯爵)

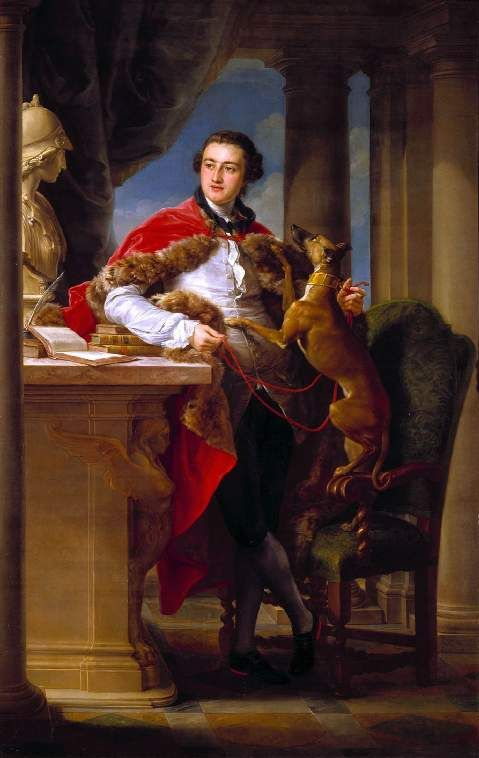
ポンペオ・バトニによる肖像画、1758年作、ローマにて。ケンブリッジ大学フィッツウィリアム美術館所蔵。

第7代ノーサンプトン伯爵チャールズ・コンプトン（英語: Charles Compton, 7th Earl of Northampton DL、1737年7月22日 – 1763年10月18日）は、イギリスの貴族、外交官。

## 生涯
第4代ノーサンプトン伯爵ジョージ・コンプトンの三男チャールズとメアリー・ルーシー（Mary Lucy）の長男として生まれ、ウェストミンスター・スクールで教育を受けた。1758年、伯父にあたる第6代ノーサンプトン伯爵ジョージ・コンプトンの死去に伴いノーサンプトン伯爵の爵位を継承、ノーサンプトン市裁判所判事に選出された。翌年、ノーサンプトンシャー副知事に任命された。
1761年のジョージ3世戴冠式では王杖を持つ役割だった。1763年5月、ヴェネツィア共和国駐在イギリス大使に任命された。
1763年10月に26歳で死去、妻とともにコンプトンの家族納骨所で埋葬された。弟スペンサーが爵位を継承した。

## 家族

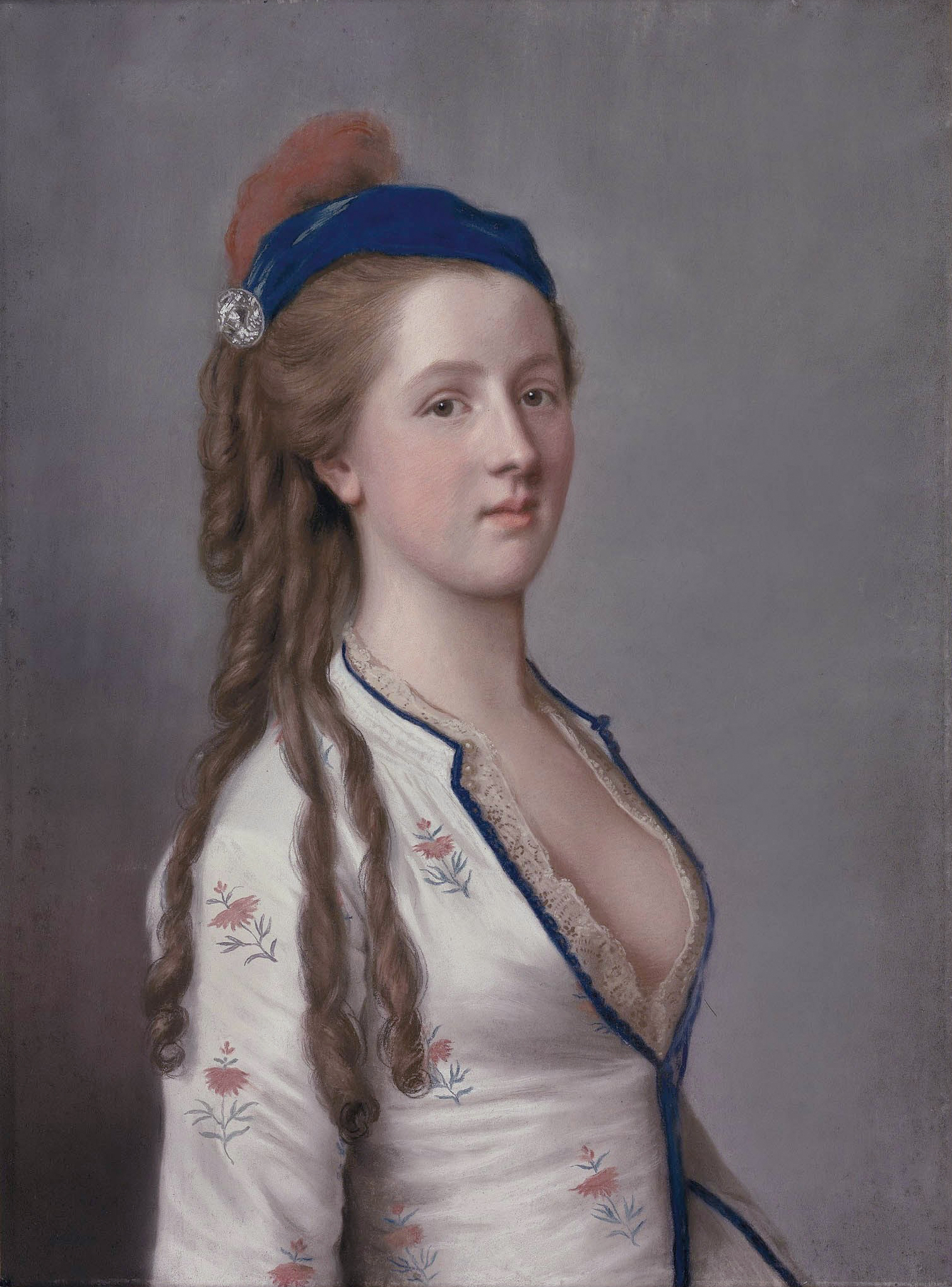
ノーサンプトン伯爵夫人アン・サマセットの肖像画。ジャン＝エティエンヌ・リオタールの作品とされる。

1759年9月13日、第4代ボーフォート公爵チャールズ・サマセットの長女アンと結婚、1女をもうけた。アンは1763年5月にナポリで死去した。
- エリザベス - 1782年、初代バーリントン伯爵ジョージ・キャヴェンディッシュ（英語版）と結婚[4]